# Hiperplasia sebácea
A hiperplasia sebácea é uma desordem benigna das glândulas sebáceas, as quais aumentam de tamanho. 
É causada pela diminuição da circulação de hormônios androgênicos ou andrógenos. Com a diminuição destes hormônios, a taxa de amadurecimento dos sebócitos (células epiteliais que formam as glândulas sebáceas) é diminuída, causando assim um aumento da concentração de sebócitos primitivos (ou imaturos) dentro das glândulas sebáceas, resultando em seu aumento de volume. Embora o tamanho das glândulas sebáceas hiperplásticas possa aumentar em até 10 vezes, elas secretam muito pouco sebo.